# Moviment Verd (Israel)
El Partit Verd (en hebreu: המפלגה הירוקה, HaMiflaga HaYeruka) anteriorment Moviment Verd (en hebreu: הַתְּנוּעָה הַיְרוּקָה‎, HaTnuʿa HaYeruqa) és un moviment social ecologista i partit polític d'Israel.

## Història
El Moviment Verd fou fundat l'estiu de 2008 per activistes ecologistes i dirigit per Eran Ben-Yemini i Alon Tal. Es va formar com a partit polític i va concórrer a les eleccions de 2009 en una llista amb el Meimad (després que aquest partit hagués trencat l'aliança amb el Partit Laborista) i un partit religiós dovish. El dirigent del Meimad Michael Melchior va encapçalar la llista, i Ben-Yemini i Tal van estar en segon i tercer lloc; l'exdiputat delShinui Meli Polishook-Bloch també formava part de la llista, en onzè lloc. A més del medi ambient, la plataforma electoral també es va centrar en temes d'educació, democràcia social, pluralisme religiós, i coexistència. La campanya va passar per alt afers religiosos, i va emfatitzar les qüestions mediambientals. L'aliança va fracassar en l'intent d'aconseguir escons a la Kenésset després de no aconseguir superar la barrera electoral i fou el partit més votat que quedà fora del parlament.
Va disputar les eleccions de 2013 en una aliança amb Ha-Tenuà, el partit de Tzipi Livni. El dirigent de partit Alon Tal va ocupar la 13a posició en la llista de partit. Tanmateix, Ha-Tenuà només va aconseguir 6 escons. Després de les eleccions, hi hagué un nou lideratge amb Yael Cohen Paran reemplaçant Tal com a copresident.
Va concórrer en les eleccions de 2015 en la llista Unió Sionista formada pel Partit Laborista i Ha-Tenuà. Tzipi Livni ba escollir Yael Cohen Paran per la 25a posició a la llista (reservada per a membres de Ha-Tenuà). Paran no obtingué escó, però va entrar a la Kenésset després de la dimissió d'un altre membre de la llista el novembre de 2015.
A la Kenésset, el principal focus del Moviment Verd fou la contaminació a la badia de Haifa i els efectes en els barris propers i la contaminació de l'aire. Paran encapçalà una investigació parlamentària sobre energia renovable, va iniciar un estudi sobre com Israel pot esdevenir un estat lliure de carboni, i introduí legislació per a requerir sistemes d'energia solars en els edificis més alts.
Per a les eleccions de setembre de 2019, el partit, ara dirigit per l'exlaborista Stav Shaffir, es va unir a la Unió Democràtica, rebent el 2n i 8è lloc en la seva llista. A les eleccions de 2020 no s'hi van presentar.

## Principis
Els principis del partit, tal com consten a la seva pàgina web, són:
- Acció per a millorar la vida, salut, benestar, educació i prosperitat dels ciutadans israelians.
- Responsabilitat i preocupació pel benestar, felicitat, i prosperitat de la humanitat, que ha de viure en un entorn sa, sostenible i respectuós en el present i en el futur.
- Suport per a uns estils de vida plurals i respecte per cada ésser humà, sense discriminació per causa de la seva religió, raça, gènere, o orientació sexual.
- Protecció dels drets dels animals.
- Acció amb una creença ferma en l'habilitat de portar un canvi real en benefici de cadascú de nosaltres.
- Implementació del Nou Pacte Verd.

## Resultats electorals
| Any        | Líder            | Vots                              | %                                 | Escons  | +/- | Govern            |
| ---------- | ---------------- | --------------------------------- | --------------------------------- | ------- | --- | ----------------- |
| 2009       | Eran Ben-Yemini  | Coalició Moviment Verd-Meimad     | Coalició Moviment Verd-Meimad     | 0 / 120 | Nou | Extraparlamentari |
| 2013       | Alon Tal         | Dins de Ha-Tenuà                  | Dins de Ha-Tenuà                  | 0 / 120 | =   | Extraparlamentari |
| 2015       | Yael Cohen Paran | Dins la coalició Unió Sionista    | Dins la coalició Unió Sionista    | 1 / 120 | 1   | Oposició          |
| Abril 2019 | Yael Cohen Paran | Dins del Partit Laborista         | Dins del Partit Laborista         | 0 / 120 | 1   | Extraparlamentari |
| Set. 2019  | Stav Shaffir     | Dins la coalició Unió Democràtica | Dins la coalició Unió Democràtica | 1 / 120 | 1   | Anticipades       |
| 2020       | Stav Shaffir     | No hi participen                  | No hi participen                  | 0 / 120 | 1   | Extraparlamentari |

## Dirigents
| Dirigent | Dirigent | Dirigent         | Inici | Final        |
| -------- | -------- | ---------------- | ----- | ------------ |
| 1        |          | Eran Ben-Yemini  | 2008  | 2013         |
| 2        |          | Alon Tal         | 2010  | 2013         |
| 3        |          | Yael Cohen Paran | 2013  | 2019         |
| 4        |          | Stav Shaffir     | 2019  | En el càrrec |